# Alegrete do Piauí
Alegrete do Piauí est une municipalité brésilienne située dans l'État du Piauí.